# Tu m'appartieni (film 1929)
Tu m'appartieni (Tu m'appartiens!) è un film del 1929 diretto da Maurice Gleize.